# Kıyıboyu, Of
Kıyıboyu là một xã thuộc huyện Of, tỉnh Trabzon, Thổ Nhĩ Kỳ. Dân số thời điểm năm 2011 là 390 người.